# Manufacturing Belt

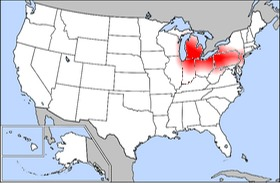
Manufacturing Belt, roodgekleurd

De manufacturing belt ("productiegordel") of rust belt  ("roestgordel") is het gebied dat binnen de Verenigde Staten in de twintigste eeuw het zwaartepunt van de (zware) industrie vormde. Het gebied valt deels samen met de Snowbelt en omvat ruwweg West-Pennsylvania, de "panhandle" van West Virginia, Noordwest-New York, geheel Ohio, het zuidelijke schiereiland van Michigan, Noord-Indiana, Noordoost-Illinois en Oost-Wisconsin. Belangrijke steden zijn onder andere Buffalo, Pittsburgh, Cleveland, Columbus, Cincinnati, Toledo, Gary, Detroit, Flint, Lansing, Grand Rapids, Chicago, Youngstown en Milwaukee.
De regio was tot halverwege de 19e eeuw vrij dunbevolkt. Na de ontdekking van grondstoffen begonnen de steden echter te groeien, wat werd vergemakkelijkt door de gemakkelijke toegang via de Grote Meren. Pittsburgh werd een centrum voor staalindustrie, Cleveland werd een belangrijke havenstad, en Chicago werd een van de belangrijkste spoorknooppunten in de Verenigde Staten. Detroit werd een centrum van de auto-industrie.
De neergang van het gebied begon halverwege de 20e eeuw en wordt aan verschillende factoren toegeschreven. Met name de automatisering in de fabrieken kostte duizenden arbeidsplaatsen. In mindere mate is het banenverlies toe te schrijven aan de verplaatsing van de maakindustrie naar lagelonenlanden, zoals aanvankelijk Japan en later China en India, en naar het zuiden van de VS (de sun belt), waar right to work-wetgeving voor goedkopere arbeidskracht zorgde dan in het sterk georganiseerde noorden. De leegloop en neergang resulteerde in de naam rust belt, naar de verroeste machines van verlaten fabrieken.
Veel steden in de manufacturing belt kampen met een dalend inwonertal. Veel inwoners geven bovendien de voorkeur aan de rustige buitenwijken en voorsteden, waardoor binnensteden dreigen te verloederen. Het belangrijkste voorbeeld is Detroit, dat in dertig jaar 50% van zijn bevolking verloor en kampt met bovengemiddelde werkloosheid en criminaliteit. Bijgevolg vroeg Detroit in 2013 het faillissement aan. Veel steden trachten dit tegen te gaan door de binnenstad zo aantrekkelijk mogelijk te maken. Doordat de leegloop de woningprijzen drukte hebben zich tijdens de kredietcrisis van 2007 in het gebied relatief weinig gedwongen huizenverkopen voorgedaan.
Op politiek vlak heeft de economische sociale neergang in de rust belt zich eerst doen voelen in de verzwakking van de Amerikaanse vakbonden. De regio stemde lange tijd nog wel overwegend Democratisch, tot in 2016 Donald Trump in een aantal rust belt-staten na decennia als eerste Republikein de meerderheid wist te behalen.
Ondanks de neergang en hoge werkloosheid blijft het gebied een belangrijk industriecentrum voor de Verenigde Staten en de wereld. De in de manufacturing belt gevestigde industrie is en blijft een onmisbare pijler voor de Amerikaanse economie.